# Дје
Дје (фр. Die) је насељено место у Француској у региону Рона-Алпи, у департману Дром.
По подацима из 2011. године у општини је живело 4411 становника, а густина насељености је износила 77,01 становника/km².

## Демографија
| 1962. | 1968. | 1975. | 1982. | 1990. | 2011. |
| ----- | ----- | ----- | ----- | ----- | ----- |
| 3.546 | 4.048 | 4.062 | 3.992 | 4.230 | 4.411 |